# Maldanella niijimense
Maldanella niijimense är en ringmaskart som beskrevs av Imajima och Tokuichi Shiraki 1982. Maldanella niijimense ingår i släktet Maldanella och familjen Maldanidae. Inga underarter finns listade i Catalogue of Life.